# Paros (cráter marciano)
Paros es un cráter de impacto en Marte. Se encuentra al sur de Ceraunius Tholus.
Fue nombrada por la Unión Astronómica Internacional en 1988 en honor a la antigua ciudad griega de Paros.
Paros es un cráter complejo que solía tener un pico central montañoso. El pico ha sido destruido por un impacto y solo los restos del pico sobresalen por encima de la superficie.
Una rima se extiende desde el borde sur de Paros hacia el suroeste a través de la capa de eyección del cráter y más allá, hacia una rima más corto y tenue en la superficie más antigua.

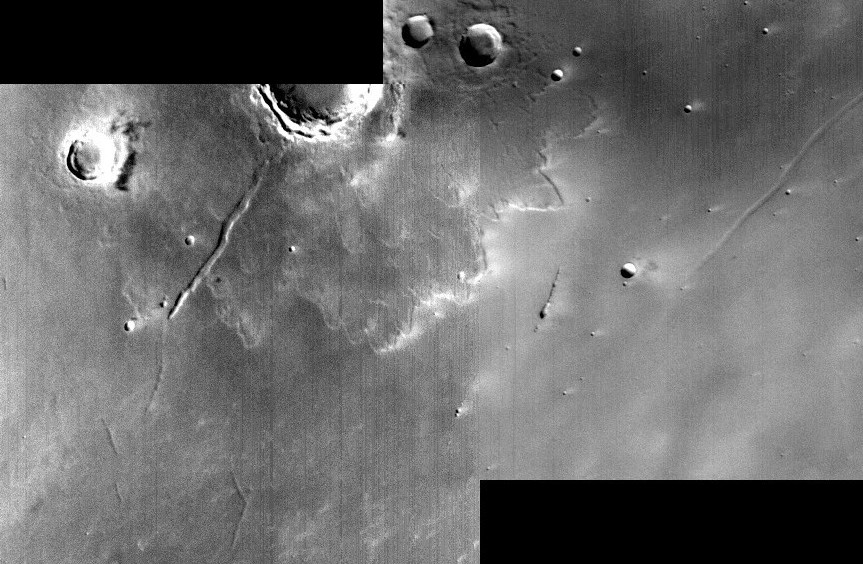
Cráter Paros con su manto de eyección sur y una grieta que cruza desde el borde sur hacia el exterior de la eyección, hacia una grieta más corta y tenue en la superficie más antigua.
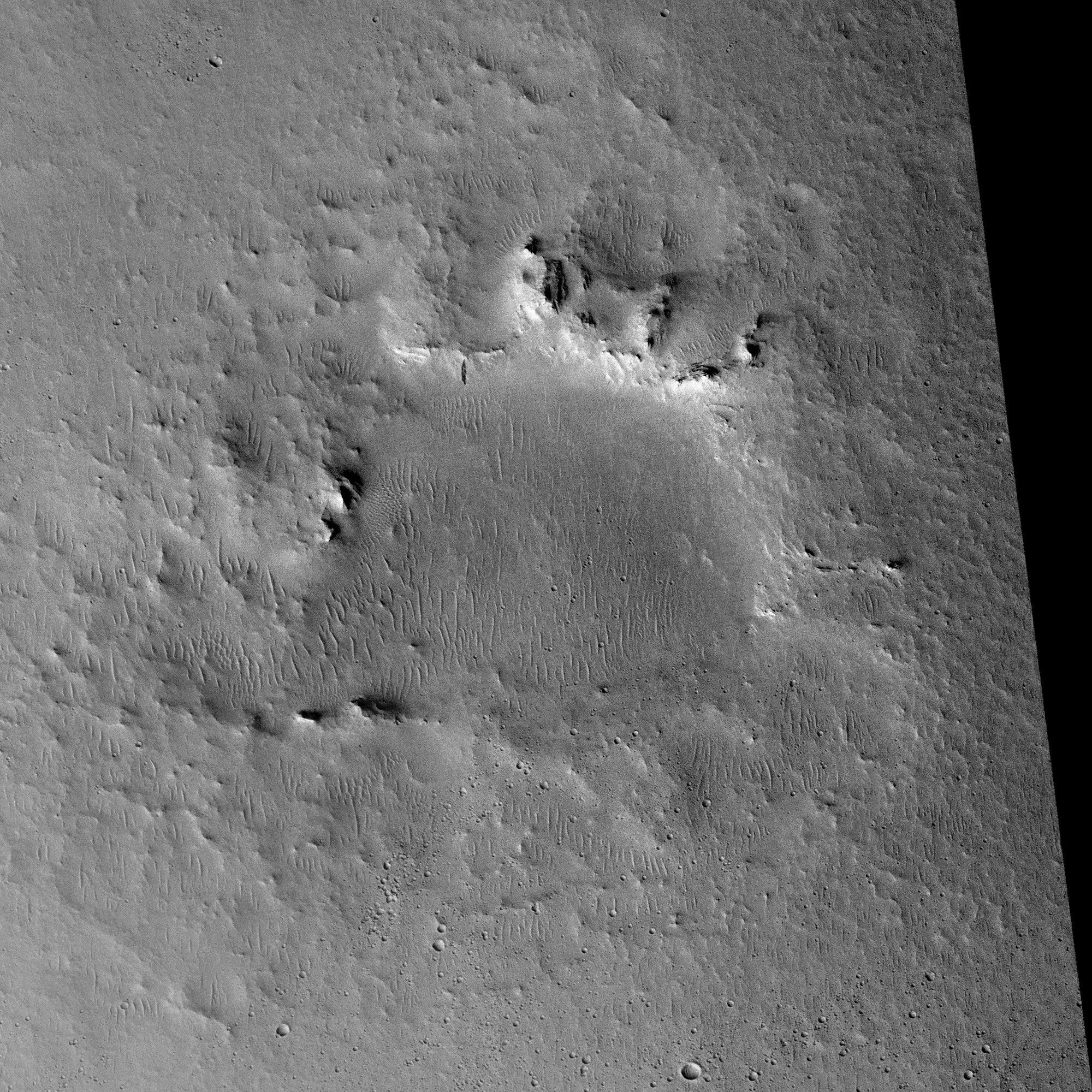
El pico central del cráter Paros fue destruido por un impacto posterior
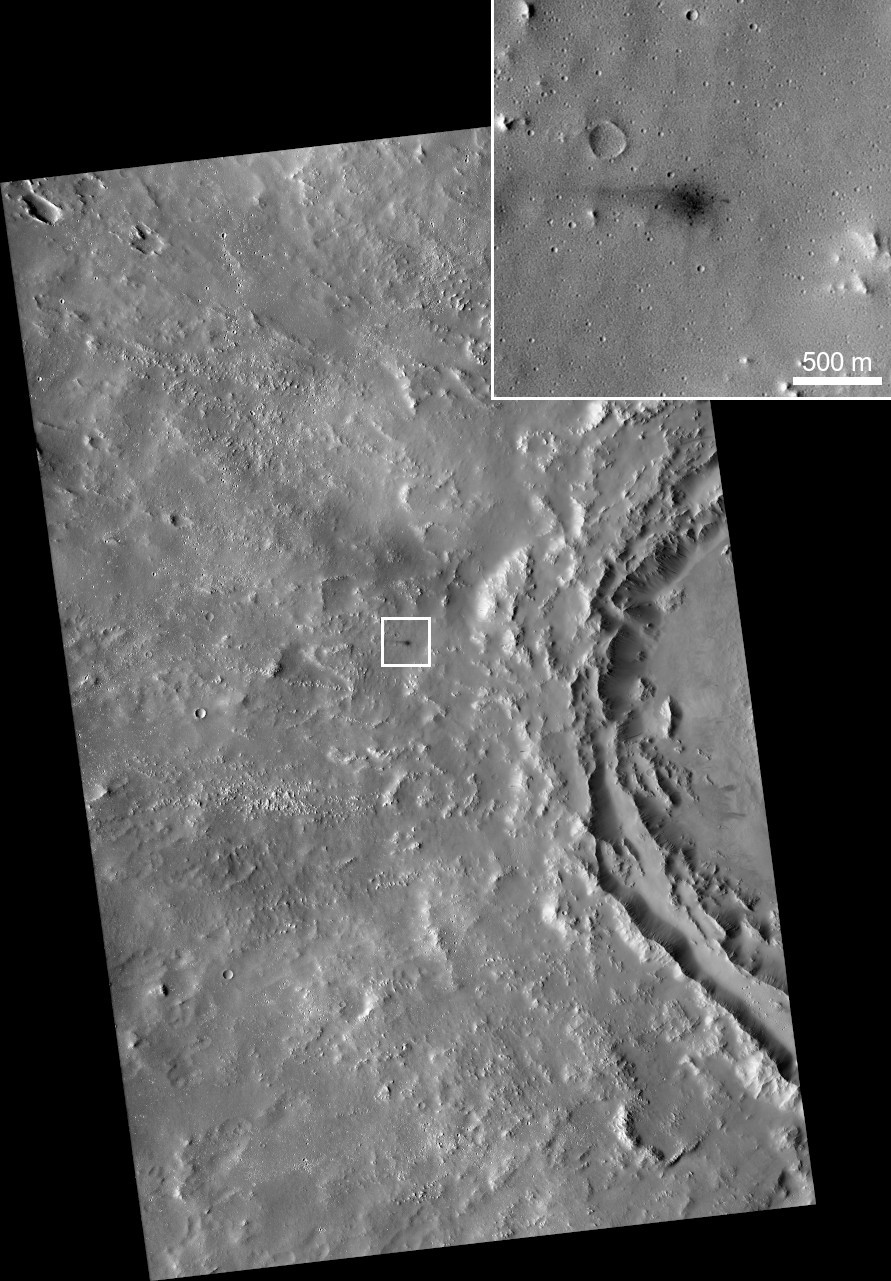
Impacto reciente al oeste del cráter Paros, que se formó entre febrero de 2019 y enero de 2021